# 아시아 배구 연맹
AVC라는 두문자어로 알려진 아시아 배구 연맹 (Asian Volleyball Confederation)은 아시아와 오세아니아의 실내 배구, 비치발리볼을 주관하는 단체이다.

## 회장
- 살레 A. 빈 나세르 (2008년 - 현재)

## 회원국
동남아시아
- 태국
- 베트남
- 필리핀

동아시아
- 대한민국
- 북한
- 일본
- 중국
- 홍콩

서아시아
중앙아시아
오세아니아

## 대회

### 클럽
- 아시아 남자배구 클럽 선수권 대회
- 아시아 여자배구 클럽 선수권 대회

### 국가대표팀
- 아시아 남자배구 선수권 대회
- 아시아 여자배구 선수권 대회
- AVC컵 남자배구대회
- AVC컵 여자배구대회
- 아시아 남자 U-23 선수권 대회
- 아시아 여자 U-23 선수권 대회
- 아시아 청소년 남자 U-20 선수권 대회
- 아시아 청소년 여자 U-19 선수권 대회
- 아시아 유스 남자 U-18 선수권 대회
- 아시아 유스 여자 U-17 선수권 대회